# Lisa Vittozzi
Lisa Vittozzi (Pieve di Cadore, 4 febbraio 1995) è una biatleta italiana.
Nel suo palmarès vanta una Coppa del Mondo generale, quattro Coppe di specialità, due ori mondiali e un bronzo olimpico.

## Biografia

### Stagioni 2012-2015
Ha conquistato la sua prima medaglia ai Campionati mondiali giovanili nell'edizione di Obertilliach del 2013, il 25 gennaio 2013 classificandosi al secondo posto nella gara Sprint nella categoria Giovani. Nella gara a Inseguimento commette 3 errori al poligono e conclude la gara in 5ª posizione. Nel giugno dello stesso anno prende parte del Gruppo Sportivo Forestale dello Stato.
Ai Campionati europei di biathlon 2014 svoltisi a Nové Město na Moravě, nella categoria Juniores, Lisa conquista il Bronzo nella gara Individuale, con 3 errori al poligono.
Nell'edizione dei Campionati mondiali giovanili del 2014, tenutasi a Presque Isle, Lisa conquista due ori nella categoria Giovani all'età di 19 anni: il primo della gara Sprint, il secondo nell'Inseguimento. Nella gara Individuale, conclusa con due errori, uno nella seconda e uno nella terza serie, Lisa porta a casa il secondo piazzamento, dietro di 1'05"7 dalla vincitrice.
Al termine della stessa stagione 2013-14, Vittozzi prende parte alla staffetta mista in occasione della tappa di IBU CUP in val Martello: insieme a Michela Ponza, Markus Windisch e Christian De Lorenzi conquista il secondo posto, dietro alla squadra tedesca.
Ha esordito in Coppa del Mondo il 6 dicembre 2014 nella sprint di Östersund (38ª), mentre il suo esordio ai Campionati mondiali avviene nella rassegna iridata di Kontiolahti 2015, vincendo la medaglia di bronzo nella staffetta e classificandosi 60ª nella sprint e 41ª nell'inseguimento. Ha concluso la sua prima stagione in Coppa del mondo come sesta atleta più precisa al tiro del massimo circuito con l'88% dei bersagli colpiti e alla 66ª posizione in classifica generale.

### Stagione 2015-2016
Nella stagione 2015-16 Vittozzi è stabilmente presente nella squadra A Italiana di Biathlon. Nella tappa di Hochfilzen, la seconda della stagione, Lisa ha conquistato la prima vittoria in Coppa del Mondo, nonché primo podio, il 13 dicembre 2015 nella staffetta di Hochfilzen, insieme a Dorothea Wierer, Karin Oberhofer e Federica Sanfilippo. A Ruhpolding, nel gennaio del 2016, conquista il terzo posto nella staffetta insieme a Dorothea Wierer, Karin Oberhofer e Alexia Runggaldier.

### Stagione 2016-2017
Nella prima tappa di Coppa del Mondo della stagione, a Östersund, Lisa e compagni conquistano il terzo posto nella Staffetta Mista dietro Norvegia e Germania.
In occasione della tappa di casa ad Anterselva, durante la quale si svolgono le uniche gare di Coppa del Mondo di Biathlon in Italia, Lisa sale sul terzo gradino del podio nel format di Staffetta con le compagne Federica Sanfilippo, Alexia Runggaldier e Dorothea Wierer.
Nei Campionati mondiali a Hochfilzen sale in 4ª posizione nella Sprint, a soli due decimi di secondo dal podio: il suo miglior risultato individuale fino a quel punto. A Kontiolahti, penultima tappa stagionale del circuito di Coppa del Mondo di biathlon 2017, conquista il suo primo podio individuale in Coppa del Mondo nella gara a Inseguimento, classificandosi 3ª.

### Stagione 2017-2018

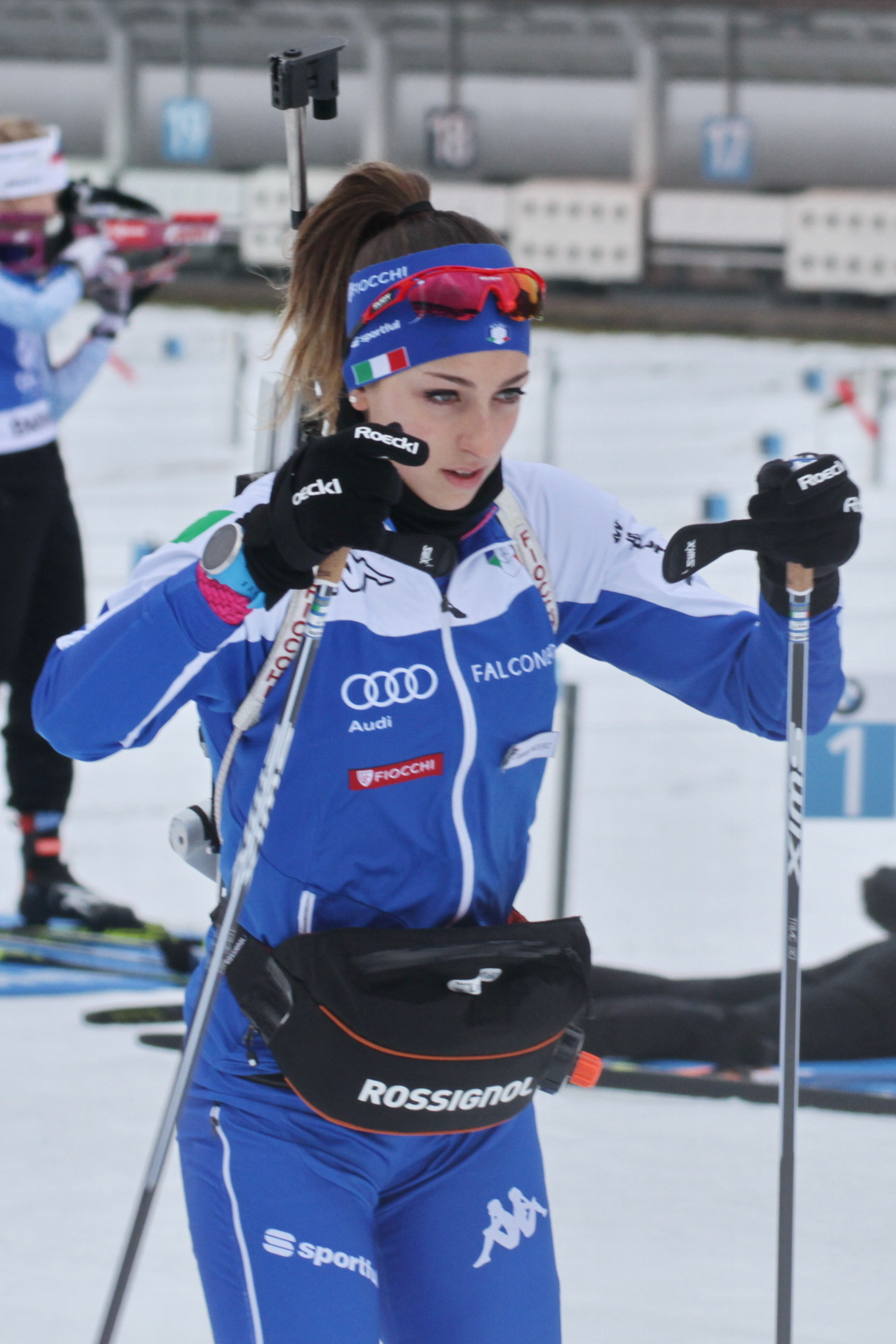
Vittozzi a Oberhof per la Coppa del Mondo 2018

La stagione 2017-2018 inizia subito con grandi risultati per Lisa Vittozzi. In occasione della prima tappa di Coppa del Mondo a Östersund, sale sul secondo gradino del podio insieme a Dorothea Wierer, Lukas Hofer e Dominik Windisch nella staffetta Mista. Sempre a Oestersund, sfiora il podio nella gara a Inseguimento finendo 4ª, dopo una grande prestazione nella gara Sprint che l'ha portata in 5ª posizione.
A dicembre 2017, ad Annecy-Le Grand Bornand in Coppa del Mondo, dopo il 4º posto della gara Sprint, sale sul podio nella gara a Inseguimento sulla 3ª piazzola, eguagliando il suo miglior risultato individuale nella stagione precedente a Kontiolahti. A Ruhpolding, sabato 13 gennaio 2018, conquista il secondo posto nella Staffetta di Coppa del Mondo insieme a Dorothea Wierer, Nicole Gontier e Federica Sanfilippo.
Ai XXIII Giochi olimpici invernali di Pyeongchang 2018, suo esordio olimpico, ha vinto la medaglia di bronzo nella staffetta mista e si è classificata 6ª nella sprint, 11ª nell'inseguimento, 32ª nell'individuale e 4ª nella partenza in linea.
Tra l'8 e l'11 marzo, durante la tappa di Coppa del Mondo a Kontiolahti ha ottenuto tre podi: vittoria nella staffetta mista insieme a Dorothea Wierer, Lukas Hofer e Dominik Windisch, terzo posto nella gara Sprint 7,5 km e secondo posto nella Mass Start da 12,5 km.
Nella tappa di Oslo Holmenkollen, tra il 13 e il 18 marzo 2018, Lisa conquista il terzo posto insieme alle compagne Dorothea Wierer, Nicole Gontier e Federica Sanfilippo nella staffetta 4x6 km.
Conclude la sua stagione al 6º posto della classifica generale di Coppa del Mondo. Vittozzi in stagione ha sparato con precisione del 86% (86% a terra, 87% in piedi).

### Stagione 2018-2019

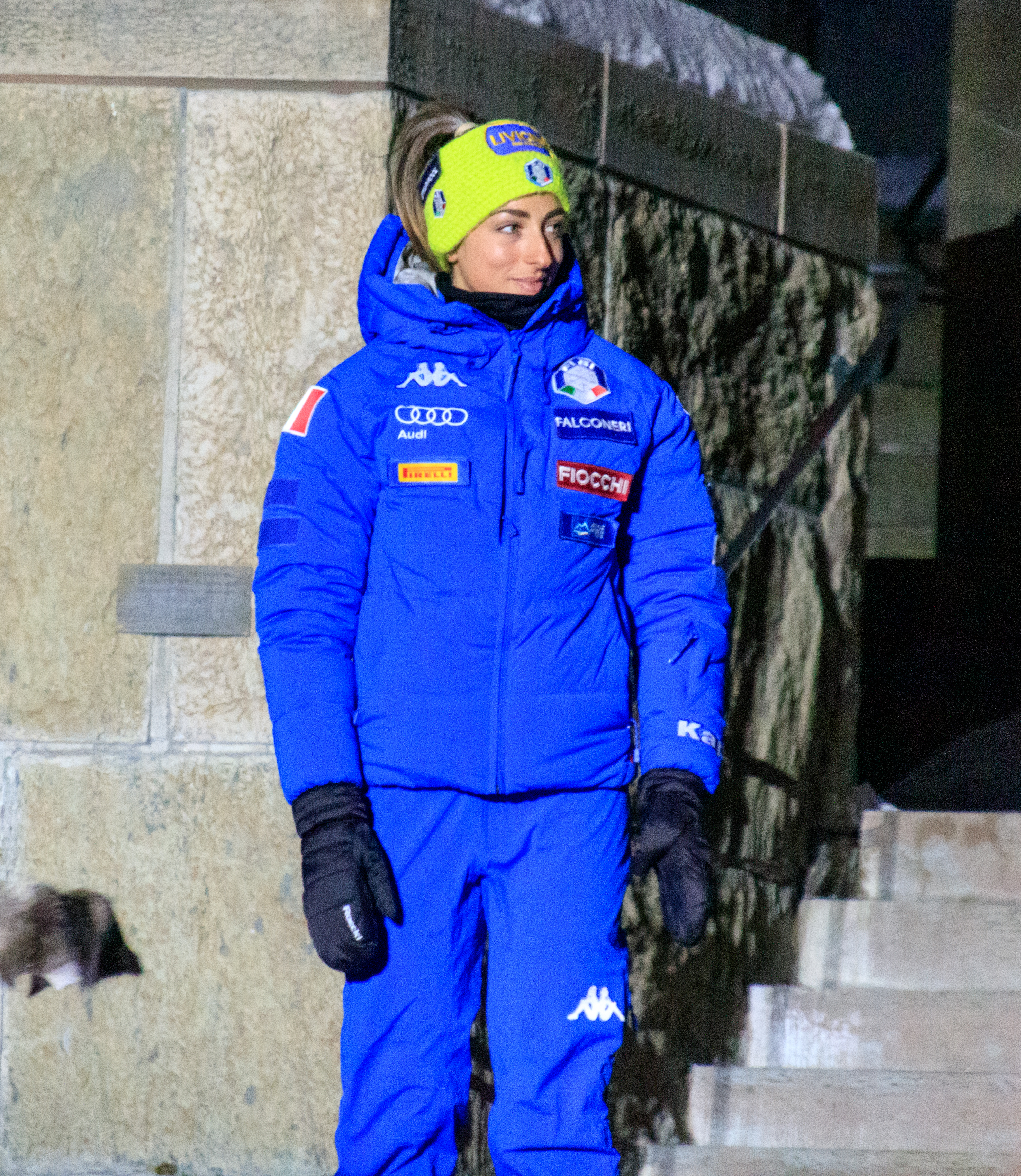
Vittozzi alla cerimonia di premiazione dell'individuale ai Campionati mondiali di Östersund 2019

Nella stagione 2018-2019 ottiene la prima vittoria individuale nello sprint di Oberhof, in Germania. Nella medesima località, due giorni dopo, si aggiudica anche l'inseguimento, prima biatleta italiana a vincere in questa specialità, dove neanche gli uomini si erano mai imposti; nell'occasione diventa la seconda biatleta italiana a cogliere due successi consecutivi in Coppa del mondo, risultato ottenuto solo da Nathalie Santer nel 1993. Al termine delle prove individuali disputate a Salt Lake City, sale per la prima volta al comando della classifica generale di Coppa del mondo, superando l'altra italiana Dorothea Wierer, autrice di una gara negativa.
Con l'argento conquistato nell'individuale ai Campionati mondiali di Östersund 2019, valida anche ai fini della Coppa del Mondo, conquista anche la Coppa di specialità.

### Stagione 2019-2020
L'estate del 2019 è ricca di eventi per il biathlon e Lisa Vittozzi partecipa a tutti i principali eventi in programma: si inizia nei primi giorni di agosto con il Blink2019 Festivalen dove Vittozzi, che per alcuni problemi non è in possesso della sua carabina, ma di una sostitutiva, arriva quinta nella partenza in linea vinta da Hanna Öberg. Nella settimana successiva, Vittozzi si impone nel City Biathlon di Wiesbaden, in Germania, gara estiva che vedeva al via 7 fra le migliori biathlete del mondo. Il 23 agosto al 1K Shot di Livigno, nella prova di biathlon, si sono sfidate le due atlete che hanno portato il nome di Livigno sui podi di tutto il mondo, Dorothea Wierer e Lisa Vittozzi, prima e seconda nella classifica generale dell’ultima Coppa del Mondo della stagione appena trascorsa. Come accaduto lo scorso anno Lisa Vittozzi si è imposta nella sfida con la sua rivale, sfruttando una grandissima prestazione al poligono e confermando anche in questa kermesse quanto mostrato già poche settimane fa al City Biathlon di Wiesbaden, gara amica dell'1K Shot. Il 31 agosto Martin Fourcade e Lisa Vittozzi illuminano Annecy nella prima edizione del Martin Fourcade Nordic Festival. Davanti a oltre diecimila spettatori, accorsi a seguire l’evento nonostante una giornata caldissima, l’azzurra e il sette volte vincitore della Coppa del Mondo hanno dominato le rispettive mass start.

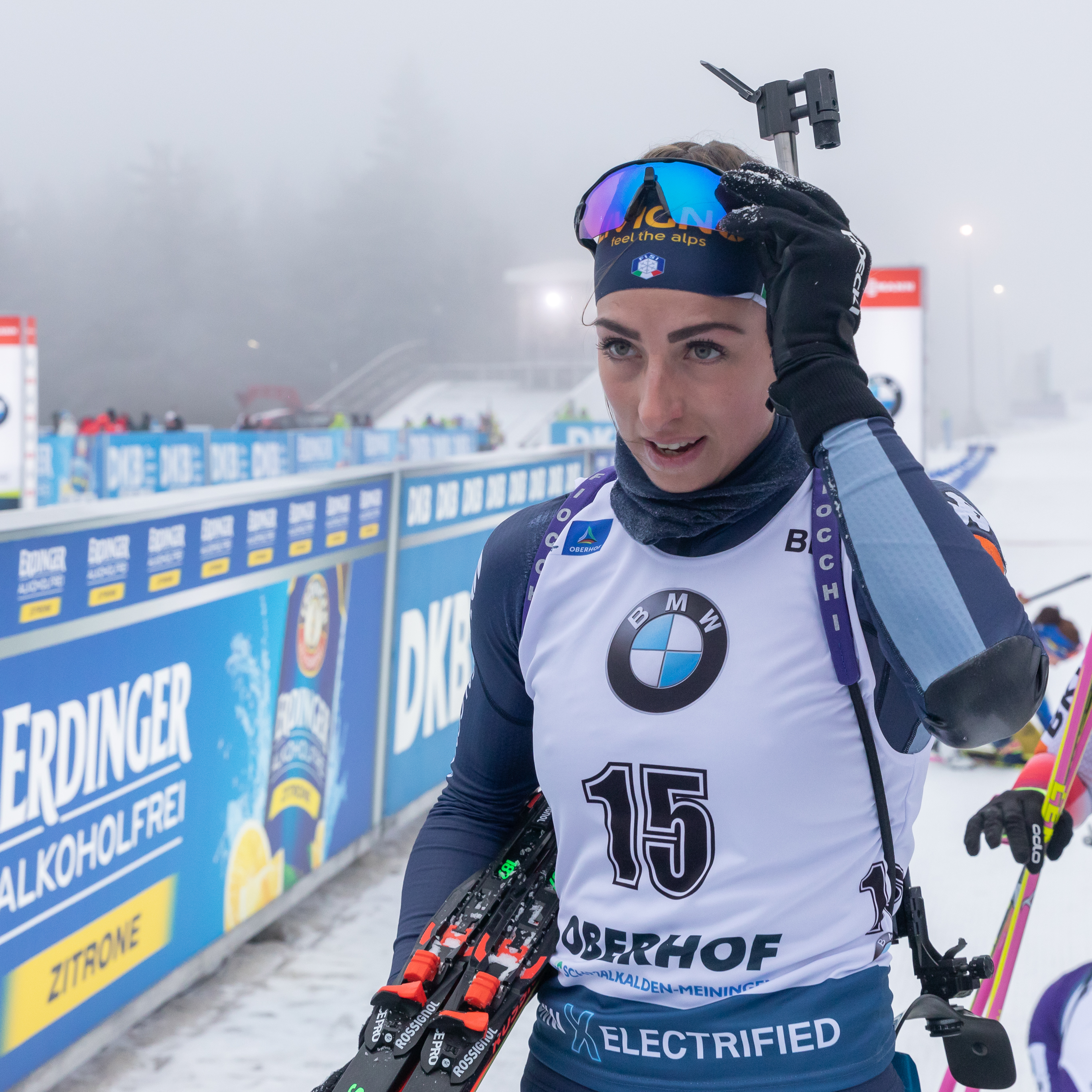
Vittozzi a Oberhof per la Coppa del Mondo 2020

Il 7 settembre Vittozzi vince la Sprint dei Campionati Italiani Estivi in Val Martello. La settimana successiva, nella mass start dei Campionati Tedeschi alla Chiemgau Arena di Ruhpolding, in Germania, pista dove ormai due anni e mezzo or sono conquistò la sua prima top ten individuale in Coppa del Mondo, la sappadina del CS Carabinieri si è dovuta accontentare del terzo posto.
La stagione invernale inizia il 30 novembre con la staffetta mista di Östersund, nella quale Lisa Vittozzi, insieme a Wierer, Hofer e Windisch, vincono dominando. Il resto della stagione si rivela però avaro di soddisfazioni. Vittozzi non riesce a confermare gli ottimi risultati della stagione precedente, chiudendo solo al 10º posto la classifica generale di Coppa del Mondo, con appena 2 podi stagionali (staffetta mista esclusa): è seconda il 26 gennaio 2020 a Pokljuka in Slovenia nella Mass Start, e terza il 14 marzo 2020 a Kontiolahti in Finlandia nell'inseguimento, ultima gara di stagione prima delle finali di Oslo, poi cancellate.

### Stagioni 2021-2022
Nelle stagioni 2021 e 2022 non riesce a confermare gli ottimi risultati ottenuti nelle annate precedenti, chiudendo in entrambi i casi al di fuori della top ten sia in classifica generale sia nelle varie classifiche di specialità; conquista comunque tre piazzamenti sul podio (un secondo posto in una staffetta mista e due terzi posti, uno in una sprint e l'altro in una staffetta). Ai Campionati mondiali di Pokljuka nel 2021 si piazza 5ª nella sprint e nella partenza in linea, 48ª nell'inseguimento, 38ª nell'individuale, 9ª nella staffetta e 6ª nella staffetta mista, mentre alle olimpiadi di Pechino è 36ª nella sprint, 32ª nell'inseguimento, 76ª nell'individuale, 5ª nella staffetta e 9ª nella staffetta mista. Questi risultati mediocri sono frutto dell'incapacità di trovare precisione soprattutto nel tiro da terra. 

### Stagione 2022-2023

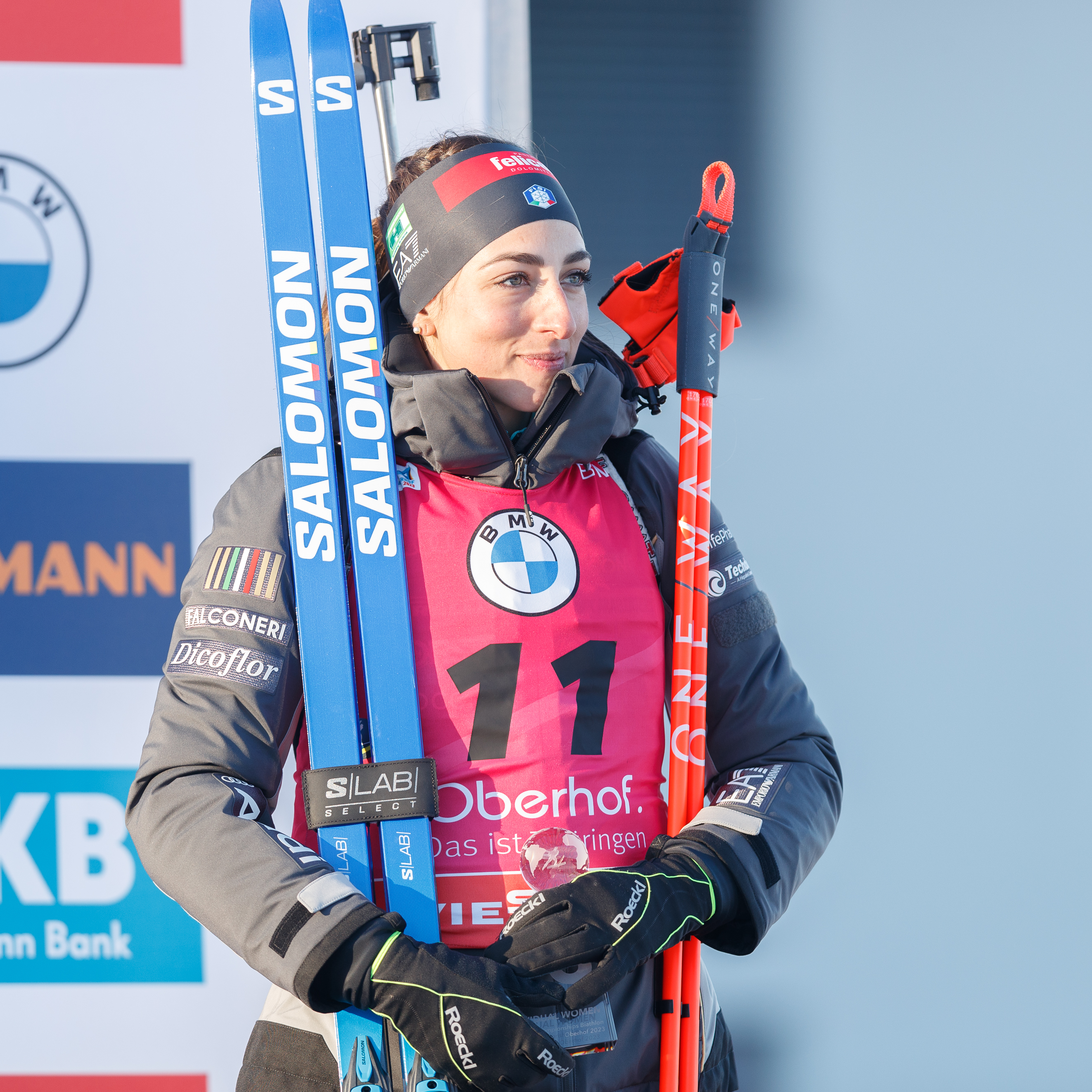
Vittozzi sul podio ai Campionati mondiali di Oberhof 2023

Nella primavera del 2022 il tecnico Jonne Kähkönen viene assunto come allenatore del tiro e Lisa Vittozzi subisce una vera rinascita tornando a ottenere la precisione al tiro e, complice anche una ottima forma sul fondo, i risultati conseguiti in precedenza. Si distingue subito in coppa del mondo ottenendo due podi al primo evento a Kontiolahti, e prosegue mantendosi entro le prime tre posizioni della classifica individuale di coppa del mondo, e ottenendo la vittoria nella gara Individuale della tappa di Ruhpolding. Ai Campionati mondial di Oberhof 2023 ha conquistato la medaglia d'oro nella staffetta (con Samuela Comola, Dorothea Wierer e Hannah Auchentaller), quella d'argento nella staffetta mista, quella di bronzo nell'individuale e nella staffetta mista individuale e ha terminato 5ª nella sprint e 22ª nella partenza in linea; al termine della stagione ha conquistato per la seconda volta la Coppa del Mondo di individuale e ha concluso la stagione al terzo posto nella classifica generale, dietro a Julia Simon e Dorothea Wierer.

### Stagioni 2023-2025

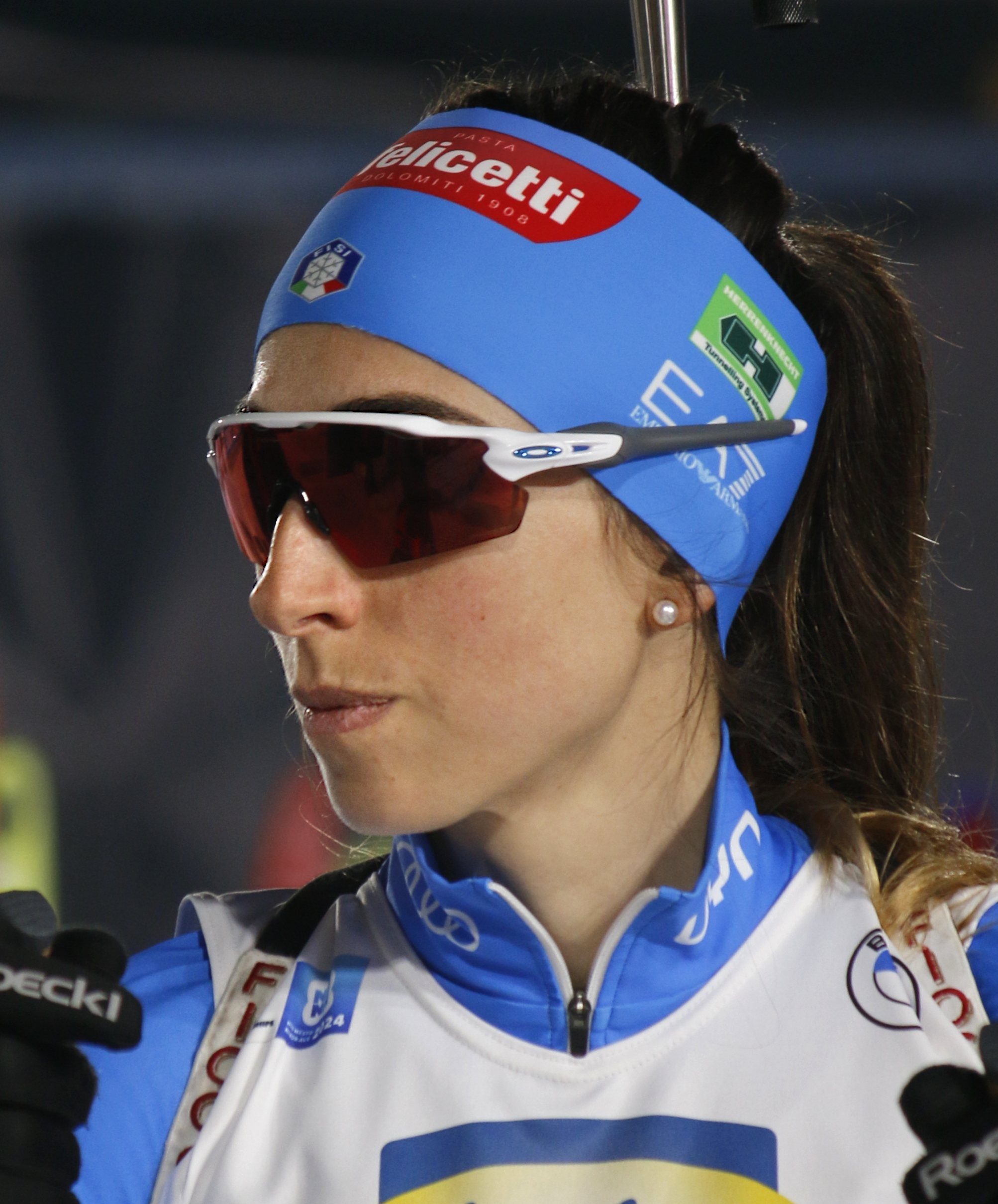
Vittozzi a Nové Město na Moravě per la Coppa del Mondo 2024

Vince la prima gara dell'anno (l'individuale di Östersund), diventando primo pettorale giallo della stagione. A causa di un malanno avvenuto dopo la prima gara, perde, dopo la sprint di Östersund, il pettorale giallo. Ritroverà la via del podio a Lenzerheide, ultima tappa prima della sosta natalizia (terza nella sprint). La seconda vittoria stagionale arriva nell'inseguimento di Ruhpolding, beffando in volata Tandrevold
Ai Campionati mondiali di Nové Město na Moravě 2024 ha vinto la medaglia d'oro nell'individuale, l'argento nell'inseguimento, nella partenza in linea e nella staffetta mista individuale (insieme a Tommaso Giacomel) e si è piazzata 7ª nella sprint, 11ª nella staffetta e 10ª nella staffetta mista; in quella stessa stagione 2023-2024 si è aggiudicata la Coppa del Mondo di inseguimento, per la terza volta quella individuale, e la prima Coppa del Mondo generale, recuperando uno svantaggio di 93 punti, quando mancavano cinque gare alla fine della stagione. Inoltre, con 391 bersagli coperti su 420 nelle gare individuali (pari al 93,10%), stabilisce la percentuale di bersagli chiusi più alta di sempre tra i vincitori, sia maschili sia femminili, della Coppa del Mondo generale. Il 31 agosto 2024, a Forni Avoltri, vince per la quarta volta la Sprint ai Campionati Italiani Estivi.
Non ha disputato l'intera stagione 2024-2025 a causa di un infortunio.

## Palmarès

### Olimpiadi
- 1 medaglia:
  - 1 bronzo (staffetta mista a Pyeongchang 2018)

### Mondiali
- 12 medaglie:
  - 2 ori (staffetta a Oberhof 2023; individuale a Nové Město na Moravě 2024)
  - 6 argenti (individuale[17] a Östersund 2019; staffetta mista[17] ad Anterselva 2020; staffetta mista a Oberhof 2023; inseguimento, staffetta mista individuale, partenza in linea a Nové Město na Moravě 2024)
  - 4 bronzi (staffetta[17] a Kontiolahti 2015; staffetta mista[17] a Östersund 2019; individuale, staffetta mista individuale a Oberhof 2023)

### Mondiali giovanili
- 4 medaglie:
  - 2 ori (sprint, inseguimento a Presque Isle 2014)
  - 2 argenti (sprint a Obertilliach 2013; individuale a Presque Isle 2014)

### Europei juniores
- 1 medaglia:
  - 1 bronzo (individuale a Nové Město na Moravě 2014)

### Coppa del Mondo
- Vincitrice della Coppa del Mondo nel 2024
- Vincitrice della Coppa del Mondo di inseguimento nel 2024
- Vincitrice della Coppa del Mondo di individuale nel 2019, nel 2023 e nel 2024
- 44 podi (26 individuali, 18 a squadre), oltre a quelli conquistati in sede iridata e validi anche ai fini della Coppa del Mondo:
  - 11 vittorie (7 individuali, 4 a squadre)
  - 14 secondi posti (9 individuali, 5 a squadre)
  - 19 terzi posti (10 individuali, 9 a squadre)

#### Coppa del Mondo - vittorie
| Data             | Località    | Nazione   | Specialità                                                         |
| ---------------- | ----------- | --------- | ------------------------------------------------------------------ |
| 13 dicembre 2015 | Hochfilzen  | Austria   | RL (con Karin Oberhofer, Federica Sanfilippo e Dorothea Wierer)    |
| 10 marzo 2018    | Kontiolahti | Finlandia | MX (con Dorothea Wierer, Dominik Windisch e Lukas Hofer)           |
| 16 dicembre 2018 | Hochfilzen  | Austria   | RL (con Alexia Runggaldier, Federica Sanfilippo e Dorothea Wierer) |
| 10 gennaio 2019  | Oberhof     | Germania  | SP                                                                 |
| 12 gennaio 2019  | Oberhof     | Germania  | PU                                                                 |
| 30 novembre 2019 | Östersund   | Svezia    | MX (con Dorothea Wierer, Dominik Windisch e Lukas Hofer)           |
| 12 gennaio 2023  | Ruhpolding  | Germania  | IN                                                                 |
| 26 novembre 2023 | Östersund   | Svezia    | IN                                                                 |
| 14 gennaio 2024  | Ruhpolding  | Germania  | PU                                                                 |
| 14 marzo 2024    | Canmore     | Canada    | SP                                                                 |
| 16 marzo 2024    | Canmore     | Canada    | PU                                                                 |

Legenda:

SP = sprint

PU = inseguimento

IN = individuale

RL = staffetta

MX = staffetta mista

### Campionati italiani
- 2 medaglie:
  - 2 ori (partenza in linea, staffetta mista nel 2021 presso il centro Biathlon Val Martello/Biathlonzentrum Martell)

### Campionati italiani estivi
- 6 medaglie:
  - 5 ori (sprint, inseguimento nel 2017; sprint nel 2019; sprint nel 2023; sprint nel 2024)
  - 1 argento (sprint nel 2018)
  - 1 sprint (sprint nel 2016)

## Statistiche

### Risultati dettagliati in Coppa del Mondo
| Stagione | Età | Generale | Individuale | Sprint | Inseguimento | Partenza in linea |
| -------- | --- | -------- | ----------- | ------ | ------------ | ----------------- |
| 2015     | 20  | 64       | -           | 59     | 58           | -                 |
| 2016     | 21  | 39       | -           | 34     | 40           | 39                |
| 2017     | 22  | 27       | 67          | 22     | 14           | 36                |
| 2018     | 23  | 6        | 18          | 7      | 8            | 12                |
| 2019     | 24  | 2        | 1           | 4      | 4            | 12                |
| 2020     | 25  | 10       | 12          | 7      | 15           | 10                |
| 2021     | 26  | 16       | 34          | 14     | 31           | 19                |
| 2022     | 27  | 31       | 24          | 27     | 30           | 35                |
| 2023     | 28  | 3        | 1           | 6      | 4            | 7                 |
| 2024     | 29  | 1        | 1           | 3      | 1            | 6                 |

### Podi in Coppa del Mondo
| Stagione/Specialità | Età    | Individuale | Individuale | Individuale | Sprint | Sprint | Sprint | Inseguimento | Inseguimento | Inseguimento | Partenza in linea | Partenza in linea | Partenza in linea | Staffetta | Staffetta | Staffetta | Staffetta mista | Staffetta mista | Staffetta mista | Podi totali |
| ------------------- | ------ | ----------- | ----------- | ----------- | ------ | ------ | ------ | ------------ | ------------ | ------------ | ----------------- | ----------------- | ----------------- | --------- | --------- | --------- | --------------- | --------------- | --------------- | ----------- |
| Stagione/Specialità | Età    | 1º          | 2º          | 3º          | 1º     | 2º     | 3º     | 1º           | 2º           | 3º           | 1º                | 2º                | 3º                | 1º        | 2º        | 3º        | 1º              | 2º              | 3º              | Podi totali |
| 2015                | 20     |             |             |             |        |        |        |              |              |              |                   |                   |                   |           |           | 1         |                 |                 |                 | 1           |
| 2016                | 21     |             |             |             |        |        |        |              |              |              |                   |                   |                   | 1         |           | 1         |                 |                 |                 | 2           |
| 2017                | 22     |             |             |             |        |        |        |              |              | 1            |                   |                   |                   |           |           | 1         |                 |                 | 1               | 3           |
| 2018                | 23     |             |             |             |        |        | 1      |              |              | 1            |                   | 1                 |                   |           | 1         | 1         | 1               | 1               |                 | 7           |
| 2019                | 24     |             | 1           | 1           | 1      | 1      |        | 1            |              | 1            |                   |                   |                   | 1         |           |           |                 |                 | 2               | 9           |
| 2020                | 25     |             |             |             |        |        |        |              |              | 1            |                   | 1                 |                   |           |           |           | 1               | 1               |                 | 4           |
| 2021                | 26     |             |             |             |        |        | 1      |              |              |              |                   |                   |                   |           |           |           |                 | 1               |                 | 2           |
| 2022                | 27     |             |             |             |        |        |        |              |              |              |                   |                   |                   |           |           | 1         |                 |                 |                 | 1           |
| 2023                | 28     | 1           | 1           | 1           |        | 1      |        |              | 2            |              |                   | 1                 |                   |           |           | 2         |                 | 1               |                 | 10          |
| 2024                | 29     | 1           |             |             | 1      |        | 2      | 2            | 1            |              |                   |                   |                   |           |           |           |                 | 1               | 1               | 9           |
| Totale              | Totale | 2           | 2           | 2           | 2      | 2      | 4      | 3            | 3            | 4            |                   | 3                 |                   | 2         | 1         | 7         | 2               | 5               | 4               | 48          |
| Totale              | Totale | 6           | 6           | 6           | 8      | 8      | 8      | 10           | 10           | 10           | 3                 | 3                 | 3                 | 10        | 10        | 10        | 11              | 11              | 11              | 48          |